# Walter Hartel
Walter Hartel (* 18. April 1942) ist ein ehemaliger deutscher Fußballspieler, der in den 1960er Jahren für Lokomotive Stendal in der DDR-Oberliga, der höchsten Spielklasse im DDR-Fußball aktiv war.

## Sportliche Laufbahn
Mit 18 Jahren spielte Walter Hartel 1960 erstmals in der 1. Mannschaft der Betriebssportgemeinschaft (BSG) Lokomotive Stendal. In dieser Saison (Kalenderjahr-Spielrhythmus) mussten die Stendaler nach ihrem Abstieg in der Vorsaison in der zweitklassigen DDR-Liga antreten. An dem sofortigen Wiederaufstieg war Hartel als Stürmer mit 24 Einsätzen bei den 26 ausgetragenen Punktspielen und seinen vier Toren maßgeblich beteiligt. Ebenfalls 1960 gehörte er zum Kader der DDR-Juniorennationalmannschaft, wurde aber in den offiziellen Länderspielen nicht eingesetzt. In der folgenden Oberligasaison wurden zwischen Januar 1961 und Juni 1962 39 Spiele ausgetragen, da der DDR-Fußball ab 1962 zum Herbst-Frühjahr-Rhythmus zurückkehrte. Hartel wurde in 35 Punktspielen aufgeboten, erzielte dabei zwei Tore und festigte damit seine Position als Stammspieler. Da die Stendaler erneut nicht den Klassenerhalt schafften, spielte Hartel 1962/63 wieder in der Zweitklassigkeit. Auch diesmal hatte er wieder einen wesentlichen Anteil an der umgehenden Rückkehr in die Oberliga, denn er fehlte nur bei einem der 26 DDR-Liga-Spiele und gehörte mit seinen elf Toren zu den erfolgreichsten Angreifern der Stendaler. Für die neue Oberligasaison 1965/66 war Hartel bei Trainer Martin Schwendler fest als Stürmer eingeplant, aber Hartel verletzte sich bereits nach dem zweiten Spieltag und konnte nur noch in der Rückrunde sporadisch in fünf Oberligaspielen eingesetzt werden. In der Spielzeit 1964/65 gehörte Hartel nur zum Aufgebot der 2. Mannschaft von Lok Stendal, die in der viertklassigen Bezirksklasse Magdeburg spielte. Im Mai 1965 wurde er für 18 Monate zum Wehrdienst in der Nationalen Volksarmee eingezogen. Nach Beendigung seines Wehrdienstes kehrte er zu Lok Stendal zurück, wo er 1966/67 noch vier Oberligaspiele bestritt. Danach beendete er seine Laufbahn als Fußballspieler im Hochleistungsbereich.